# Шахматы в Эстонии
Шахматы в Эстонии

## История

### Появление шахмат в Эстонии
Первое упоминание о шахматах относится к концу XIII века; монах Мавриций из Ревеля приводил в своей проповеди аллегории, связанные с шахматной игрой (около 1270). В 1490 в Любеке напечатана книга шахматных аллегорий Стефана (рукопись около 1350) — ректора соборной 
школы в Дерпте (Юрьев, ныне Тарту). Игра в шахматы отмечена в документах большой гильдии Ревеля (1513). При археологических раскопках в Раквере и Вильянди найдены средневековые шахматные фигуры. Немецкий путешественник Адам Олеарий (1603—1971), автор «Описания путешествия в Московию», отмечал, что в Ревеле, Дерпте и Нарве нашёл многочисленных шахматистов и шахматисток. Первые сведения о конкретных шахматистах относятся к концу XVIII века: в Европе были известны имена Ф. Амелунга и Э. Мантейфеля; в 1799 в Дерпте они разыграли партию в «живые шахматы»; Мантейфель — соавтор известного «Кодекса шахматной игры» И. Коха (1814).
В начале XIX века центром шахматной жизни Эстонии стал Дерпт, где начинали свой путь многие известные шахматисты: Л. Кизерицкий, К. Кнорре, Е. Шмидт, Ф. Амелунг, А. Ашарин и другие. В 1838—1839 между Петербургом (К. Яниш) и Дерптом (Л. Кизерицкий) сыграны 2 партии по переписке, которые были опубликованы в периодичной печати обоих городов; победу одержали шахматисты Петербурга — 1½ : ½. В 1876 официально утверждено старейшее в Прибалтике «Юрьевское шахматное общество»; шахматные общества были созданы в Ревеле и в Пернове.
В 1883 эстонский журналист и общественный деятель А. Гренцштейн (1849—1916) 
напечатал в газете «Олевик» и отдельной книгой (2 тысячи экземпляров) первый шахматный учебник на эстонском языке; он же ввёл эстонское название шахмат — «мале» (от старинного «малева» — войско); 
1883 принято считать годом зарождения эстонских шахмат. В 1884 в Дерпте состоялся 1-й шахматный турнир. Эстонские шахматисты — авторы известных теоретических изданий конца XIX — начала XX веков: в 1889—1902 Амелунг издавал шахматный альманах «Балтише шахблеттер» («Baltische Schachblatter»), в 1895 вышел дебютный справочник Шмидта — «Systematische Anordnung der Schacheroffnungen». Развитию и популяризации шахмат способствовали визиты в Эстонию ведущих 
шахматистов мира: 3. Тарраша (1893), В. Стейница (1896), М. Чигорина (1897, 1903), А. Нимцовича (1910, 1911), X. Р. Капабланки (1913). В 1903 в Ревеле создано шахматное общество имени Чигорина. По инициативе общества в 1905—1910 проходили эстляндские шахматные турниры, 
победителями которых были: 1905 — А. Файнштейн; 1906 — Г. Абельс; 1909 — А. Хмелевский; 1910 — А. Файнштейн. В 1915 на базе общества имени М. Чигорина и шахматной секции эстонского спортивного общества «Калев» возник Ревельский шахматный кружок.

### После первой мировой
После 1-й мировой войны 1914—1918 шахматные кружки Таллина, Тарту и Пярну возобновили свою деятельность: в 1921 состоялся 1-й чемпионат Таллина (1-е место Е. Браше), в 1922—1923 — 1-й чемпионат Эстонии (1-е место П. Ринне). Спустя 2 года проведён матч за звание чемпиона Эстонии между П. Ринне и И. Тюрном: выиграл Тюрн — 9½ : 4½ (+6 −1 =7). С 1936 в первенствах Эстонии победитель получал не звание чемпиона, а право вызвать чемпиона на матч. В 1936 П. Шмидт свёл вничью матч с П. Кересом — 3½ : 3½ (+3 −3 =1); П. Керес сохранил звание чемпиона. Других матчей за звание чемпиона не проводилось. В 1920—1930-е годах состоялись матчи эстонских шахматистов с шахматистами Латвии, Литвы и Финляндии: Эстония — Литва — 8½ : 7½ (1937) и 10 : 6 (1939); Эстония — Латвия — 6½ : 9½ (1938) и 10½ : 5½ (1939); Эстония — Финляндия — 9½ : 6½ (1938). Из соревнований того периода выделяются 3 международных турнира: Таллин (1930) — 1-е место В. Микенас; Таллин (1935) и Пярну (1937) — 1-е место Шмидт. Эстонские шахматисты в 1935—1939 участвовали во Всемирных олимпиадах; 1935 — 11-е, 1937 — 7-е, 1939 — 3-е места.

### Эстония в составе СССР
Важную роль в популяризации шахмат сыграло проведение массовых соревнований в советской Эстонии: в 1940—1941 состоялся массовый профсоюзный турнир с участием 28 коллективов (300 шахматистов). В 1941 в Таллине прошёл 1-й чемпионат Эстонской ССР с участием молодых шахматистов; чемпионом стал Тюрн.
После освобождения Эстонской ССР (1944) от фашистских оккупантов появились благоприятные условия для развития шахмат в республике. В 1946 в Таллине открылся республиканский шахматный клуб. С 1945 регулярно проводятся мужские чемпионаты Эстонской ССР: чаще других их выигрывали И. Ней (8 раз), Г. Ууси (6), Ю. Рандвийр и X. Кярнер (по 4), А. Арулайд (3). В 1945 состоялся матч за звание чемпионки Эстонской ССР среди женщин: С. Роотаре выиграла у М. Орав (7½ : 6½) и стала 1-й чемпионкой республики. С 1948 женские чемпионаты Эстонской ССР проводятся ежегодно; наиболее успешно в них выступали С. Роотаре, М. Раннику и Т. Фомина. С 1953 команда Эстонской ССР — постоянный участник командных чемпионатов страны: 1953 — 8-е; 1955 — 6-е; 1958 — 4-е; 1960 — 6-е; 1962 — 7-е; 1969 — 12-е; 1972 — 7-е; 1981 — 9-е места. Эстонские шахматисты — участники 7 Спартакиад народов СССР: 1959 — 7-е; 1963 — 7-е; 1967 — 11-е; 1975 — 9-е; 1979 — 8-е; 1983 — 13-е; 1986 — 14 места. Чемпионаты сельских шахматистов Эстонии проводились в 1949—1950 и 1952; в матче между читателями республиканской газеты «Ыхтулехт» (Таллин), «Эдаси» (Тарту) участвовало около 1000 шахматистов (1951); в 1954 состоялся матч городов Вяндра и Пайде на 100 досках. В Эстонии проводятся многие крупные всесоюзные и международные соревнования. В 1947 в Пярну состоялся Всесоюзный шахматный турнир (1-е места — П. Керес), ставший впоследствии традиционным. Ежегодно проводятся открытое первенство Дома шахмат имени П. Кереса (с 1975) с участием сильнейших мастеров страны, традиционные шахматные фестивали в Алайыэ, Вильянди, Кингисеппе (ныне Курессааре); разыгрываются также массовые турниры с укороченным контролем времени. Традиционными стали матчи на 100 досках между Эстонией и Латвией (1976 — 50 : 50; 1980 — 59 : 41; 1982 — 48 : 52). С 1969 в Таллине проводятся международные турниры (см. Кереса мемориалы). Открыты шахматные клубы в городах Вильянди, Йыгева, Кингисепп, Кохтла-Ярве, Нарва, Пярну, Тарту. С 1966 в Таллине работает юношеская шахматная школа. В республике проведён ряд массовых шахматных мероприятий: в 1973 — серия сеансов одновременной игры для школьников («Эттурист кунингакс»), в 1977 и 1981 — республиканские шахматные фестивали, посвящённые памяти П. Кереса (свыше 30 тысяч участников).
Эстонские шахматисты добились значительных успехов в различных всесоюзных и международных соревнованиях. После побед в ряде крупных международных турниров (1936—1940) П. Керес считался одним из претендентов на матч с чемпионом мира А. Алехиным; в 1950—1970-е годы П. Керес входил в число сильнейших шахматистов мира. На международном турнире в Бевервейке (1964) — 1-2-е место с П. Кересом разделил И. Ней и первым в республике получил звание международного мастера. В 1981 Я. Эльвест стал вице-чемпионом мира среди юношей, в 1983 выиграл юношеский чемпионат Европы, в 1987 успешно выступил в межзональном турнире (2—3-е место) и получил право участвовать в соревнованиях претендентов. В 1959 Роотаре на турнире претенденток заняла 4—5-е место 2-кратная чемпионка СССР Раннику (1963, 1967) на турнире претенденток (1964) была 6-й; в межзональном турнире (1979) — 8-й. Фомина в чемпионате СССР (1975) заняла 2-3-е место, в межзональном турнире (1976) — 8-9-е место. В 1984 К. Яанисте на всесоюзном отборочном турнире к чемпионату мира среди девушек заняла 2-е место.
Шахматная организация имеет в своих рядах (1987) 1 гроссмейстера (Эльвест) и 7 международных мастеров (А. Вейнгольд, Кярнер, Ней, Л. Олль, Раннику, Роотаре, Фомина).

## Заочные шахматы
В 1-м чемпионате Международного союза шахматистов-заочников (1936) победителем стал П. Керес. Команда шахматистов Тарту в 1-м Кубке Европы по переписке для городов заняла 2-е место. В 1983 звание чемпионате мира по переписке завоевал Т. Ыйм. Дважды призёром чемпионатов мира по 
переписке становилась М. Рытова; среди лучших шахматистов-заочников Эстонии — Э. Куускмаа, Л. Пелешев, В. Рождественский, А. Хермлин. На командном чемпионате 
СССР (1984) сборная команда Эстонии заняла 4-е место. Шахматная федерация Эстонии организовала 
большой международный турнир, посвящённый памяти П. Кереса, с участием сильнейших шахматистов-заочников (1982—1986). 

## Шахматная композиция
Давние традиции в Эстонии имеет шахматная композиция. В 1903 издан сборник задач известного шахматного композитора А. Бурмейстера (1870—1940). В 1-м чемпионате СССР по композиции (1947) 3-е место (по разделу этюдов) занял П. Керес. Известные специалисты шахматной композиции — X. Хиндре (1927—1965) и И. Х. Розенфельд. В память о П. Кересе проведён международный конкурс по составлению задач (1978).

## Шахматы в прессе
Первый шахматный журнал на эстонском языке «Ээсти Малеам» издавался в 1932—1933. Его издатель М. Виллемсон — 1-й шахматный наставник П. Кереса. В 1936—1940 издавался шахматный журнал «Ээсти Мале» под редакцией П. Кереса; в 1945—1951 — шахматный журнал «Малеспорт» (приложение к журналу «Кехакултуур»). Во многих газетах, журнал «Кехакултуур» постоянно ведутся шахматные отделы; 2 раза в месяц по телевидению транслируется передача о шахматах, регулярны сеансы одновременной игры по радио. 

## Изданные книги
С 1945 издано 32 шахматные книги общим тиражом 500 тысяч экземпляров, в том числе капитальный труд П. Кереса по теории дебютов в 3 тома (1947, 1950, 1955) на русском и немецком языках; учебник шахматной игры Хиндре, Нея, Р. Рентера и Розенфельда (1955), дебютное руководство Нея и Розенфельда (1962) и других. 